# Marie Riising Rasmussen
Marie Riising Rasmussen, född 1872, död 1924, var en dansk kvinnosakspolitiker.
Hon var ordförande i Dansk Kvindesamfund (DK) i Odense 1908-1910 och för hela Dansk Kvindesamfund 1910-1912. 